# Katrin Mettler

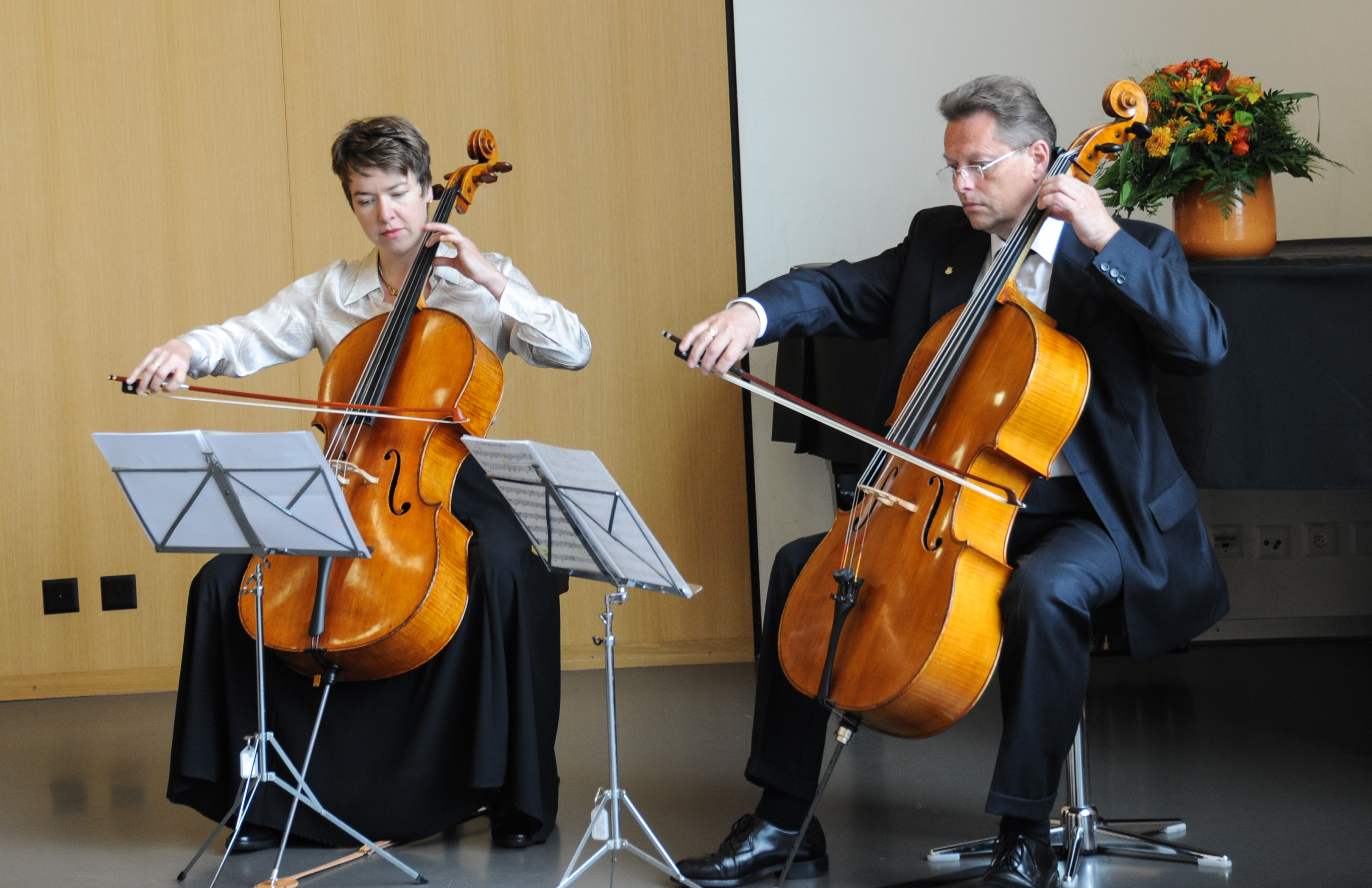
Katrin Mettler zusammen mit ihrem Mann Peter Leisegang

Katrin Mettler (* 1969 in Basel)  ist eine Schweizer Cellistin und Musikpädagogin.

## Leben
Katrin Mettler ist in Affoltern am Albis aufgewachsen und erhielt ihren ersten Cellounterricht in Hausen am Albis. Nach der Matura begann sie im Jahre 1989 mit dem Cellostudium am Konservatorium Luzern, wo sie 1994 das Lehrdiplom und 1996 das Konzertreifediplom jeweils «mit Auszeichnung» erlangte. Das Solistendiplom erwarb sie 1999 unter anderem bei ihrem späteren Ehemann Peter Leisegang.
An der Musikschule Knonauer Amt unterrichtet sie seit 1993 eine Celloklasse, leitet die Kammermusiktage und die jährliche Talentbühne. Sie war in mehreren Schweizer Musikwettbewerben als Jurorin tätig.
Bei den Festival Strings Lucerne war sie von 1995 bis 2000 Mitglied und Solistin, wirkt seit 1996 im Tonhalle-Orchester Zürich mit und trat mit verschiedenen Orchestergesellschaften der Schweiz und dem Luzerner Sinfonieorchester als Solistin auf. Mit ihrem Mann Peter Leisegang, mit dem sie vier Söhne hat, tritt sie im Cello-Duo auf.

## Auszeichnungen
- 1994: Walter-Strebi-Gedenkpreis
- 1998: Orpheus-Förderpreis
- 1999: Richard Lewinsohn-Morus-Preis

## Diskografie (Auswahl)
- Robert Schumann: Konzert für Violoncello und Orchester in a-Moll, op. 129
- Max Bruch: Kol Nidrei, op. 47
- Antonín Dvořák: Rondo für Violoncello, op. 94
- Camille Saint-Saëns: Allegro appassionato, op. 43
- Pablo Casals: Gesang der Vögel
- David Popper: Ungarische Rhapsodie, op. 68